# Hungria nos Jogos Olímpicos de Inverno de 2014
A Hungria participou dos Jogos Olímpicos de Inverno de 2014, realizados na cidade de Sóchi, na Rússia. Foi a vigésima segunda aparição do país em Olimpíadas de Inverno.

## Desempenho

### Biatlo
Feminino
| Atleta      | Evento     | Final   | Final       | Final   |
| Atleta      | Evento     | Tempo   | Penalidades | Posição |
| ----------- | ---------- | ------- | ----------- | ------- |
| Emőke Szőcs | Velocidade | 24:15.4 | 2 (0+2)     | 70º     |
| Emőke Szőcs | Individual | 54:12.3 | 6 (1+1+1+3) | 70º     |

Masculino
| Atleta        | Evento     | Final     | Final       | Final   |
| Atleta        | Evento     | Tempo     | Penalidades | Posição |
| ------------- | ---------- | --------- | ----------- | ------- |
| Károly Gombos | Velocidade | 28:04.3   | 1 (0+1)     | 79º     |
| Károly Gombos | Individual | 1:05:16.7 | 8 (0+4+1+3) | 88º     |

### Esqui alpino
Feminino
| Atleta      | Evento         | Descida 1 | Descida 2 | Total   | Pos. |
| ----------- | -------------- | --------- | --------- | ------- | ---- |
| Anna Berecz | Downhill       |           |           | 1:50.97 | 35º  |
| Anna Berecz | Combinado      | 1:50.28   | 58.41     | 2:48.69 | 21º  |
| Anna Berecz | Slalom         | 1:03.28   | 1:01.64   | 2:04.92 | 35º  |
| Anna Berecz | Slalom gigante | 1:26.96   | 1:27.09   | 2:54.05 | 48º  |
| Anna Berecz | Super-G        |           |           | 1:33.07 | 28º  |
| Edit Miklós | Downhill       |           |           | 1:42.28 | 7º   |
| Edit Miklós | Combinado      | 1:44.32   | 57.29     | 2:41.61 | 16º  |
| Edit Miklós | Slalom gigante | 1:23.89   | 1:21.92   | 2:45.81 | 33º  |
| Edit Miklós | Super-G        |           |           | 1:27.87 | 15º  |

Masculino
| Atleta         | Evento         | Descida 1 | Descida 2 | Total   | Pos. |
| -------------- | -------------- | --------- | --------- | ------- | ---- |
| Norbert Farkas | Slalom         | 55.68     | DNF       | DNF     | DNF  |
| Norbert Farkas | Slalom gigante | 1:29.77   | 1:31.56   | 3:01.33 | 50º  |

### Esqui cross-country
Feminino
| Atleta      | Evento         | Qualificatória | Qualificatória | Quartas-de-final | Quartas-de-final | Semifinal   | Semifinal   | Final       | Final       |
| Atleta      | Evento         | Tempo          | Pos.           | Tempo            | Pos.             | Tempo       | Pos.        | Tempo       | Pos.        |
| ----------- | -------------- | -------------- | -------------- | ---------------- | ---------------- | ----------- | ----------- | ----------- | ----------- |
| Ágnes Simon | 10 km clássico |                |                |                  |                  |             |             | 38:36.7     | 69º         |
| Ágnes Simon | Velocidade     | 3:04.72        | 66º            | Não avançou      | Não avançou      | Não avançou | Não avançou | Não avançou | Não avançou |

Masculino
| Atleta      | Evento         | Qualificatória | Qualificatória | Quartas-de-final | Quartas-de-final | Semifinal   | Semifinal   | Final       | Final       |
| Atleta      | Evento         | Tempo          | Pos.           | Tempo            | Pos.             | Tempo       | Pos.        | Tempo       | Pos.        |
| ----------- | -------------- | -------------- | -------------- | ---------------- | ---------------- | ----------- | ----------- | ----------- | ----------- |
| Milán Szabó | 15 km clássico |                |                |                  |                  |             |             | 47:01.3     | 78º         |
| Milán Szabó | Velocidade     | 3:59.68        | 73º            | Não avançou      | Não avançou      | Não avançou | Não avançou | Não avançou | Não avançou |

### Patinação de velocidade
Masculino
| Atleta      | Evento      | Final   | Final |
| Atleta      | Evento      | Tempo   | Pos.  |
| ----------- | ----------- | ------- | ----- |
| Konrád Nagy | 1500 metros | 1:48.12 | 26º   |

### Patinação de velocidade em pista curta
Feminino
| Atleta                                                                   | Evento             | Preliminar | Preliminar | Quartas     | Quartas     | Semifinal   | Semifinal   | Final             | Final       |
| Atleta                                                                   | Evento             | Tempo      | Pos.       | Tempo       | Pos.        | Tempo       | Pos.        | Tempo             | Pos.        |
| ------------------------------------------------------------------------ | ------------------ | ---------- | ---------- | ----------- | ----------- | ----------- | ----------- | ----------------- | ----------- |
| Bernadett Heidum                                                         | 1000 metros        | PEN        | PEN        | Não avançou | Não avançou | Não avançou | Não avançou | Não avançou       | Não avançou |
| Bernadett Heidum                                                         | 1500 metros        | 2:21.826   | 2º         |             |             | 2:20.196    | 3º          | Final B: 2:26.004 | 9º          |
| Andrea Keszler                                                           | 500 metros         | 45.215     | 4º         | Não avançou | Não avançou | Não avançou | Não avançou | Não avançou       | Não avançou |
| Zsófia Kónya                                                             | 1500 metros        | 2:55.523   | 5º         |             |             | Não avançou | Não avançou | Não avançou       | Não avançou |
| Rózsa Darázs Bernadett Heidum Andrea Keszler Zsófia Kónya Szandra Lajtos | Revezamento 3000 m |            |            |             |             | 4:15.473    | 4º          | Final B: 4:24.496 | 6º          |

Masculino
| Atleta             | Evento      | Preliminar | Preliminar | Quartas     | Quartas     | Semifinal   | Semifinal   | Final       | Final       |
| Atleta             | Evento      | Tempo      | Pos.       | Tempo       | Pos.        | Tempo       | Pos.        | Tempo       | Pos.        |
| ------------------ | ----------- | ---------- | ---------- | ----------- | ----------- | ----------- | ----------- | ----------- | ----------- |
| Bence Béres        | 1000 metros | 1:27.735   | 4º         | Não avançou | Não avançou | Não avançou | Não avançou | Não avançou | Não avançou |
| Bence Béres        | 1500 metros | 2:20.327   | 6º         |             |             | Não avançou | Não avançou | Não avançou | Não avançou |
| Viktor Knoch       | 500 metros  | 42.261     | 2º         | 42.043      | 3º          | Não avançou | Não avançou | Não avançou | Não avançou |
| Viktor Knoch       | 1000 metros | 1:25.426   | 2º         | 1:25.673    | 5º          | Não avançou | Não avançou | Não avançou | Não avançou |
| Viktor Knoch       | 1500 metros | 2:47.714   | 6º         |             |             | Não avançou | Não avançou | Não avançou | Não avançou |
| Sándor Liu Shaolin | 500 metros  | 41.683     | 3º         | Não avançou | Não avançou | Não avançou | Não avançou | Não avançou | Não avançou |
| Sándor Liu Shaolin | 1000 metros | 1:35.935   | 3º ADV     | 1:24.966    | 4º          | Não avançou | Não avançou | Não avançou | Não avançou |
| Sándor Liu Shaolin | 1500 metros | 2:14.055   | 4º         |             |             | Não avançou | Não avançou | Não avançou | Não avançou |

Legenda
| Recorde mundial      | Recorde mundial (World record)               |                       | Recorde africano                      | Recorde africano (African) |                                           | Q | Classificado por posição (Qualified) |
| Recorde olímpico     | Recorde olímpico (Olympic record)            | Recorde da América    | Recorde da América (Americas)         | q                          | Classificado por melhor tempo (Qualified) |   |                                      |
| Melhor marca do ano  | Melhor marca do ano (World leading)          | Recorde asiático      | Recorde asiático (Asian)              | DNS                        | Não largou (Did not start)                |   |                                      |
| Recorde nacional     | Recorde nacional (National record)           | Recorde europeu       | Recorde europeu (European)            | DNF                        | Não terminou (Did not finish)             |   |                                      |
| Recorde pessoal      | Recorde pessoal do atleta (Personal best)    | Recorde da Oceania    | Recorde da Oceania (Oceania)          | DSQ / DQ                   | Desclassificado (Disqualified)            |   |                                      |
| Recorde da temporada | Recorde da temporada do atleta (Season best) | Recorde sul-americano | Recorde sul-americano (South America) | NM                         | Sem marca (No mark)                       |   |                                      |